# Umělecké zámečnictví

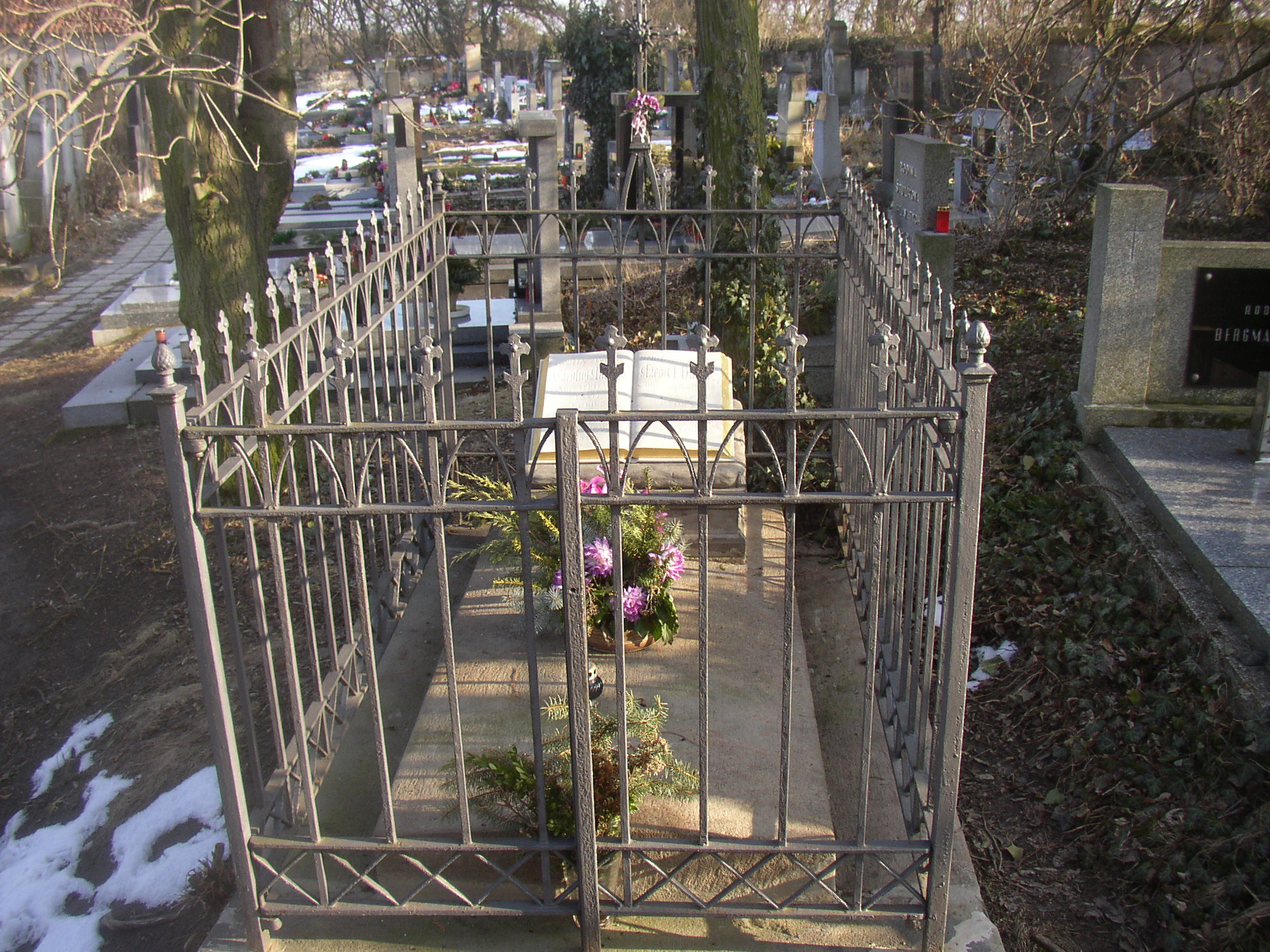
Oplocení hrobu, dílo uměleckého zámečníka

 Umělecké zámečnictví vzniklo z kovářství a postupně se stalo samostatným oborem v poslední třetině 19. století.

## Rozdíl mezi řemesly
Kovář kupoval železo v hrubých tyčích u hamerníka a sám si vykovával profilovaný materiál, např. čtyřhran, plocháč, kulatinu apod. pro své další výrobky. Umělecký zámečník profilovaný materiál a ozdobné prvky kupoval hotové jako polotovary a věnoval se jen sestavení výrobku nýty, šrouby nebo svařováním.

## Vznik a rozvoj uměleckého zámečnictví
Rozvojem hutí a válcoven v 19. století se trhu zpřístupnilo mnoho železných výrobků, zejména profilovaných tyčí i v několikametrových délkách, široké množství už hotových ozdobných prvků, buď vykované na lisu v zápustce nebo z umělecké litiny jako např. plotové špice a zakončení tyčí. Hutě a železárny vyráběly tisíce druhů těchto polotovarů, přitom to byl jejich vedlejší program, když neměly velké zakázky (také dnes je možné toto zboží – polotovary uměleckého zámečnictví – nakoupit v prodejnách kovářských potřeb).
Množství výrobků na trhu způsobilo pokles cen hutního materiálu a výrobky uměleckého zámečnictví se tak staly dostupnými širšímu okruhu zákazníků. Ještě v polovině 19. století bylo příliš drahé a na výrobky by nebyl odbyt. Umělečtí kováři s despektem říkali, že umělečtí zámečníci si hrají na umělecké kováře. Jednalo se však o nový a samostatný obor, kterému nešlo o napodobení dražší kovářské práce. Vrcholný rozmach řemesla nastal na přelomu 19. a 20. století do dvacátých let 20. století, kdy byly tyto výrobky v módě. Zámečnické prvky na střechách secesních domů a vil např. korouhvičky, včetně plotů a bran, hřbitovní úpravy jako např. plůtky kolem hrobů, kříže apod. To už se jednalo přímo o cenově dostupnou masovou výrobu. Umělečtí kováři pracovali spíše pro movitější zákazníky. Stále více si však ulehčovali práci používáním polotovarů z uměleckého zámečnictví, a vydávali to za ručně kované dílo. 

## Historie
Zpočátku byly všechny spoje nýtované, nebo byly svislé čtyřhranné tyče provlékány čtyřhrannými otvory ve vodorovných pásovinách, v otvorech byly pak z boku dotaženy. Zhruba od 20. let 20. století se v dílnách objevují první svařovací transformátory na střídavý proud. To umožnilo nahradit pracné nýtování svařováním. V dílnách se také objevilo autogenní svařování, kyslík bylo možné pořizovat v tlakových lahvích, acetylen se v dílně vyráběl ve vyvíječích reakcí karbidu vápníku s vodou. Za druhé světové války, kdy byly železné výrobky na příděl, nastalo velké omezení řemesla. Po převratu v roce 1948 řemeslo téměř zaniklo, protože živnostníci byli znárodněni a přešli do těžkého průmyslu.